# Gromada w Herkulesie

Gromada galaktyk w Herkulesie (ESO)

Gromada w Herkulesie (Abell 2151) – gromada galaktyk znajdująca się w gwiazdozbiorze Herkulesa w odległości 500 mln lat świetlnych. W centrum Abell 2151 znajduje się 115 jasnych galaktyk. Gromada ta jest najbogatszą gromadą Supergromady w Herkulesie.
Zawiera ona pewną liczbę dużych galaktyk spiralnych, a także galaktyk soczewkowatych odnajdywanych zazwyczaj w bogatych gromadach galaktyk. Natomiast nie występują w niej duże galaktyki eliptyczne również charakterystyczne dla bogatych gromad. Galaktyki spiralne w Abell 2151 są pełne gazu i pyłu oraz obszarów formowania gwiazd, natomiast te eliptyczne są pozbawione tych elementów. Wiele galaktyk tej gromady wydaje się zderzać lub łączyć ze sobą, inne zaś są wyraźnie zniekształcone, co jest dowodem powszechnego oddziaływania grawitacyjnego galaktyk z gromady.
Gromada w Herkulesie w znacznym stopniu może być podobna do młodych gromad galaktyk uformowanych we wczesnym Wszechświecie. W swoim obecnym kształcie mogła ona zostać utworzona przez kilka mniejszych grup galaktyk, które połączyły się ze sobą.